# エリック・ドフランドル
エリック・ドフランドル（Éric Deflandre, 1973年8月2日 - ）は、ベルギー・リエージュ州ロクール出身の元サッカー選手、元ベルギー代表。現サッカー指導者。現役時代のポジションは右サイドバック。父マルセルと弟ジャン・マルクも元サッカー選手である。なお、弟は2014年1月に交通事故で逝去している。

## クラブ経歴

### 初期
弟と共にワンドル・ユニオンでキャリアを始め、1年後にかつて父が在籍していたRFCリエージュの下部組織へテストを経て入団を果たしたドフランドルは、当初守備的ミッドフィルダーとしてプレーしており、1991年に同クラブとプロ契約を結び、後にエリック・ゲレツ監督の助言により右サイドバックに転向した。RFCリエージュでは、17歳から21歳までの4年間で公式戦に100試合近く出場する中、クラブが破産危機に陥ったために移籍を決意し、1994-95シーズン終了後にフランス2部のFCマルティーグとスタッド・ラヴァルの2クラブから好条件のオファーがあったものの、Yves Baré代理人が国内で地位を確立せずに若くして国外へ渡るのに難色を示したことで、最終的に同僚のベルナール・ウィグリア (fr) 、クリストフ・キネット (fr) と共にKFCジェルミナル・エケレンと契約した。エケレンの3位に貢献した後、同1995-96シーズンに優勝したクラブ・ブルッヘに引き抜かれると、加入1季目の1996-97シーズンに最終節でかつての恩師ゲレツ監督率いるリールセSKにタイトルを奪取されて2位に終わり、2連覇とはいかなかったものの、翌1997-98シーズンは、そのゲレツ監督に率いられてキャリアで初の優勝を経験した。

### リヨン
2000年7月5日に推定移籍金90万から120万ベルギー・フランで4年契約を締結したフランス1部のオリンピック・リヨンでは、クラブ史上初優勝を含めて3連覇達成に貢献し、最終的に7連覇へとなる黄金期の礎となった。その一方でUEFAチャンピオンズリーグ 2002-03のローゼンボリBK戦でハラルト・ブラットバック (en) を引っ張り倒してペナルティーキックを与えた（なお、同試合ではピンポイントクロスでペギー・リュインドゥラの得点をアシストしている） プレー等を見せていたことから、ポール・ル・グエン監督の信頼をなかなか勝ち取ることが出来ず、守備的なジャン＝マルク・シャネレ (en) や本職がセンターバックのパトリック・ミュラーと右サイドバックのポジションを争っており、リヨン最終年となった2003-04シーズンは、新加入のアントニー・レヴェイエールの存在からレヴェイエールの前所属クラブであるスタッド・レンヌへの移行が噂される ように、常に定位置を脅かされ、同シーズン終了に伴って契約満了となるために退団を決意した。

### スタンダール・リエージュ
2004年4月27日にスタンダール・リエージュと2年オプション付きの3年契約を締結する と、加入1季目ながら、イヴィツァ・ドラグティノヴィッチの後任として主将を任された ように、すぐさま地位を確立してチームを牽引する一方で、12月のアスレティック・ビルバオとのUEFAカップ2004-05で本拠地の試合ながらも1-7と大敗する最悪の経験した。翌2005-06シーズンは、ミシェル・プロドーム新監督の意向によって新加入のセルジオ・コンセイソンに主将の座を受け渡しながらも、自身は副主将に収まり、チームを支えて優勝目前まで迫っていたが、最終節手前のKSVルーセラーレ戦で相手GKワウテル・ビーバウ (en) の奮闘によって0-0の引き分けに抑えこまれたことで自力優勝の可能性が潰えてしまい、最終的に2位で終了した。それまでの2季は、右サイドバックの主力としてプレーしていたものの、最終年の2006-07シーズンは開幕から3試合を先発した後、フレデリック・デュプレ (en) にポジションを奪われる厳しい序盤戦となっており、例年より出場機会を減少させた。同シーズン終了に伴って満了となった契約を延長することで一旦合意に達していたものの、休暇後になると、当初の2年延長オプションから1年の延長に条件が変更されており、また、自身の望む給与と開きがあったことで退団を決意した。

### キャリア晩年
2007年6月14日にFCブリュッセルと2年契約を締結 して、鳴り物入りで加入したドフランドルは、右サイドバックで安定したプレーを見せていたものの、ヨハン・ヴェルメルシュ (fr) 会長とのビジョンの違いから 僅か半年後となる2008年1月18日に同1部のFCVデンデルEHと1年半契約をした。
ブリュッセルと同様に降格の危機にあったものの、ブリュッセルとは違って雰囲気が良く、また1部への残留意識が高かったチームは、ヨハン・ボスカンプ (en) 監督に率いられて残留を達成 し、前所属のブリュッセルは最下位だった。次の2008-09シーズンは、来季のチーム数が18から2チーム減らされる影響から15位ながらも昇降格プレーオフにまわった末に2部降格が決定した。
デンデルから慰留されていたものの、財政難により契約条件が下方修正されて提示されたのを受け入れることが出来なかったために退団した ドフランドルに対し、RFCトゥルネーとKSVルーセラーレから接触があったものの、当時在住していたリンブルフ州ランアーケンから遠方を拠点としていたために応じず、最終的に2009年6月25日に2部のリールセSKと1年契約を締結した。リールセでは、2部で優勝して昇格を果たしたが、年齢的なことが懸念されたことで再契約を勝ち取ることは出来ず、2010年8月9日にプロキャリアを開始した古巣RFCリエージュに37歳で復帰を果たす。
2度目となったリエージュでは、かつての同僚キネットと再会し、主将として 奮闘するも、チーム状況が好転せずにいると、2011年1月14日にセルジュ・キモイ（fr）監督の後任として、クラブ首脳陣からキネットと共に監督に任命され、キネットは監督となり、ドフランドル自身は選手を続けながらアシスタントに就任した。しかし、最終的にチームは3部から4部へ降格した。
2012年5月16日にスタンダール・リエージュのユース監督に就任することが決定 し、監督業に専念するために17日に現役引退となった。

## 代表経歴
1996年12月に1998 FIFAワールドカップ・ヨーロッパ予選のオランダ戦 (0-3) でベルギー代表として先発で初出場を飾って以降で全57試合に出場しており、その間に右サイドバックのポジションをレジス・ジュノー、ベルトラン・クラッソン、ジャッキー・ピータースらと争いながらも1998 FIFAワールドカップ、2002 FIFAワールドカップに出場しており、前者は初戦のオランダ戦 (0-0) でクラッソンが相対するマルク・オーフェルマルスに苦戦していたことで、クラッソンに代わって前半20分程度から出場、後者はチュニジア戦で先発している。また、UEFA EURO 2000にも参加しており、グループリーグ3試合全てに先発しているが、トルコ戦でGKのフィリップ・デ・ヴィルデがレッドカードにより退場すると代役としてGKを務めた。

## 代表歴

### 出場大会
- ベルギー代表
  - 1998 FIFAワールドカップ
  - 2002 FIFAワールドカップ

### 試合数
- 国際Aマッチ 57試合 10得点（1996年-2005年）[28]

| ベルギー代表 | 国際Aマッチ | 国際Aマッチ |
| 年           | 出場        | 得点        |
| ------------ | ----------- | ----------- |
| 1996         | 1           | 0           |
| 1997         | 2           | 0           |
| 1998         | 9           | 0           |
| 1999         | 6           | 0           |
| 2000         | 9           | 0           |
| 2001         | 8           | 0           |
| 2002         | 7           | 0           |
| 2003         | 6           | 0           |
| 2004         | 7           | 0           |
| 2005         | 2           | 0           |
| 通算         | 57          | 0           |

## タイトル
クラブ
クラブ・ブルッヘ
- ジュピラー・プロ・リーグ : 1997-98
- ベルギー・スーパーカップ : 1998

オリンピック・リヨン
- リーグ・アン  : 2001-02, 2002-03, 2003-04
- クープ・ドゥ・ラ・リーグ : 2000-01
- トロフェ・デ・シャンピオン : 2003